# Martin Goldstein
Martin «Buggsy» Goldstein (c. 1905 – 12 de junio de 1941) fue miembro de una pandilla de sicarios que operaban en Brooklyn, Nueva York en los años 1930 conocida como Murder, Inc.
Nacido como Meyer Goldstein, creció en East New York, Brooklyn, e inicialmente lideró el sindicato del crimen Murder, Inc. junto con Abe «Kid Twist» Reles. Goldstein luego cometió asesinatos bajo las órdenes de Lepke Buchalter y  Albert «Mad Hatter» Anastasia.
Harry Strauss y Martin Goldstein fueron juzgados por la estrangulación del 4 de septiembre de 1939 del corredor de apuestas Irving Feinstein, cuyo cadáver fue quemado y dejado en un lote valdío. El juicio empezó en septiembre de 1940 en el que Strauss fingió locura. Abe Reles, el principal testigo de la fiscalía declaró bajo testimonio que Feinstein fue asesinado por órdenes de Albert Anastasia, ya que él supuestamente "engañó" a Vincent Mangano. Reles testificó que él, Goldstein y Strauss lo asesinaron en su casa. La suegra de Reles también testificó que Reles y Strauss le habían pedido un picahielos y un tendedero más temprano ese día, mientras que en la casa escuchó musíca en alto volumen en la sala. Ella también testifió que había oído a Strauss decir que había sido mordido. El antiguo guardaespaldas/chofer de Goldstein Seymour Magoon corroboró la versión cuando testificó que en la noche del asesinato, Goldstein le contó que él junto con Reles y Strauss habían asesinado a Puggy Feinstein y que poco después del crimen, Goldstein y «Duke» Maffetore quemaron el cadáver. El abogado de Goldstein decidió no presentar defensa. El abogado de Strauss dijo que su cliente estaba loco. Strauss fue brevemente permitido en el banquillo de los testigos, pero se negó a jurar y estuvo balbuceando incoherentemente mientras era llevado de vuelta al banquillo de los acusados. Strauss entonces empezó a masticar un pedazo de cuero de un maletín. El 19 de septiembre de 1940, Strauss y Goldstein fueron declarados culpables de asesinato en primer grado y una semana después fueron condenados a muerte en la silla eléctrica. El 24 de abril de 1941, los veredictos contra Strauss y Goldstein fueron confirmados por la Corte de Apelaciones de Nueva York en una decisión de 4 votos sobre 3. Strauss y Goldstein fueron ejecutados en la silla eléctrica cerca de la medianoche del 12 de junio de 1941 en la prisión de Sing Sing.